# Створення світил небесних (Мікеланджело)
«Створення світил небесних» (італ. Creazione degli astri e delle piante; також — «Створення Сонця, Місяця та рослин», «Створення Сонця та Місяця») — фреска Мікеланджело Буонарроті на стелі Сикстинської капели (Ватикан), створена ним близько 1511 року. Це — друга сцена із «Буття».

## Опис
Тут показано третій та четвертий дні творіння. Зліва — Бога видно ззаду, він простягає руку до куща (створення рослин). Справа — величний Бог, у русі, розводить диски Сонця та Місяця[а].
Вазарі цю сцену описував так:
|  | (…) Мікеланджело з великим розумінням і стриманістю зобразив, як бог створює сонце й місяць: його підтримують ангелочки, а сам він має надзвичайну виразність завдяки ракурсові рук і ніг. Мікеланджело зобразив так само в цій картині, як відлітає бог, благословивши землю й створивши тварин; його фігуру на склепінні видно в ракурсі, і, поки йдеш по капелі, він весь час повертається в усі боки. |

Диск Сонця тут є єдиним елементом, що вирізняється кольором. Усе інше виконано у приглушених тонах.

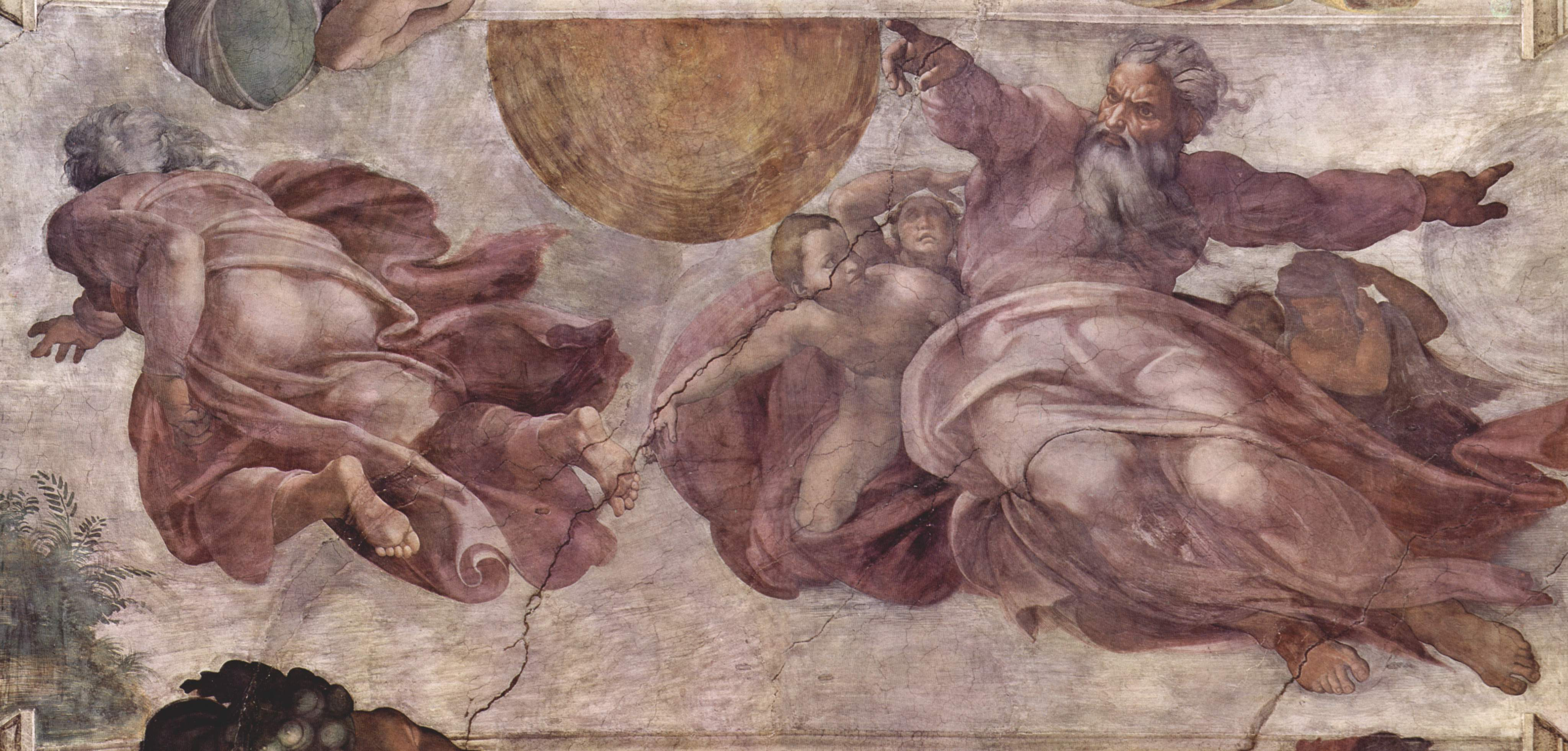
Вигляд фрески до реставрації

Ця сцена була розміщена на марках Ватикану (1994) та Індії (1975).

## Виноски
1. ↑  Вазарі, 1970, с. 331—332.